# Perfil de marca

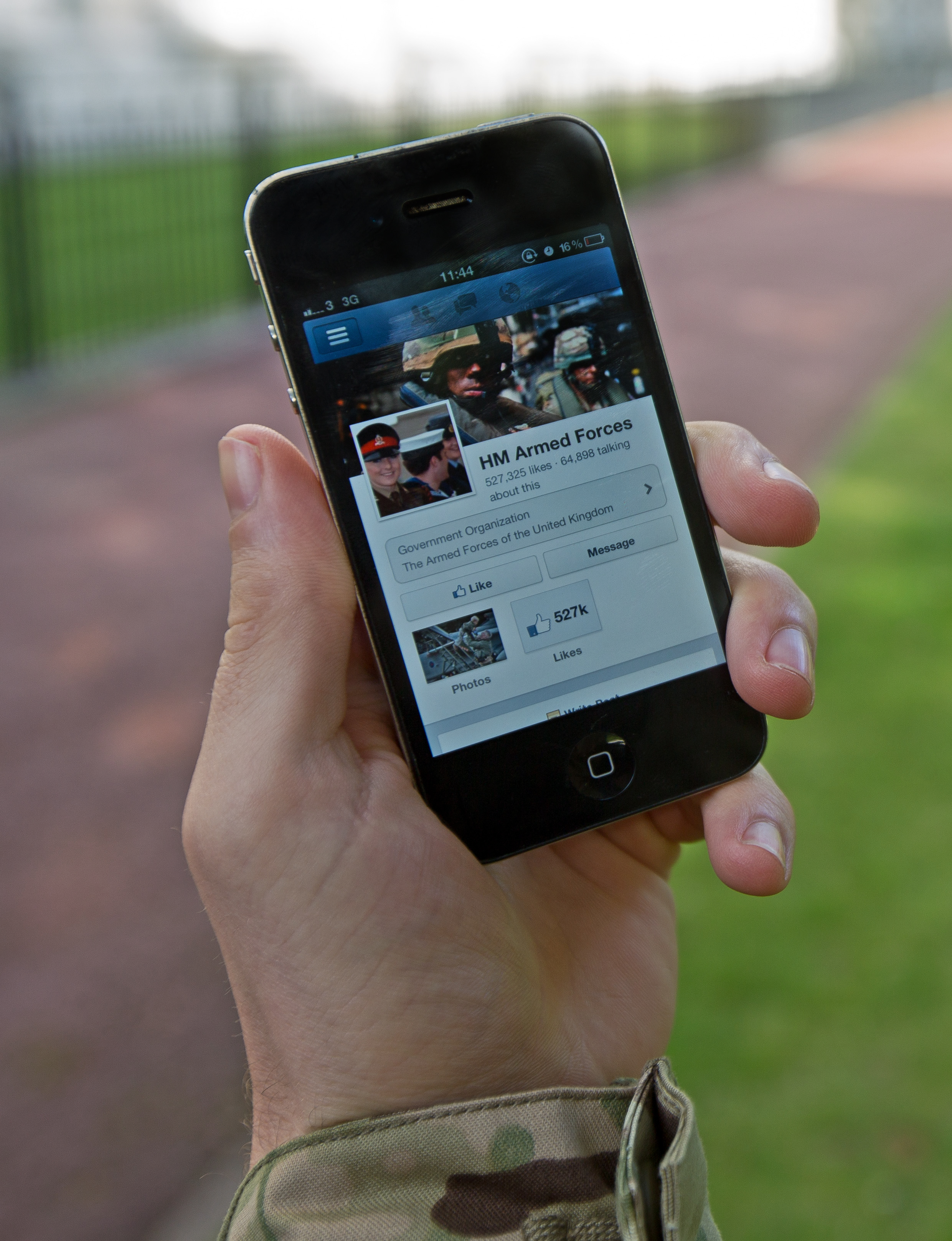
Um militar acessa canais de mídia social usando um smartphone, do lado de fora do edifício principal do Ministério da Defesa em Londres.

Um perfil de marca, na linguagem das redes sociais online, é um perfil em um site de rede social que é considerado distinto de um perfil de usuário real, pois é criado e gerenciado por pelo menos um outro registrado usuário como uma representação de uma identidade online não pessoal . Esse recurso é mais usado para representar as marcas de organizações associadas a propriedades pertencentes a ou interesses gerais favorecidos por um usuário da rede de hospedagem.

## História
Antes de 2007, apenas alguns sites faziam uso de páginas de perfil não pessoais. O Last.fm, criado em 2002, usou seu serviço de recomendação de músicas para gerar automaticamente "páginas de artistas", que servem como portais para biografias, eventos e listas de reprodução relacionadas a artistas. Essa abordagem, no entanto, não é explicitamente controlada por artistas ou grupos de música devido à natureza automática das páginas dos artistas; páginas, por exemplo, podem ser criadas a partir de erros ortográficos incorretos e descrições incorretas de obras que são aceitas como estão pelo serviço de recomendação do Audioscrobbler, usado pela Last.fm. Além disso, a Last.fm nunca se anunciou como um serviço de rede social, apesar de acumular inúmeros recursos sociais desde 2002.
O uso mais destacado desse modelo é o recurso Páginas do Facebook (anteriormente conhecido como "Página de fãs" até 2010), lançado em 2007; alguém poderia "ser fã de" uma página até abril de 2010, quando a linguagem foi substituída por "Curtir". Foursquare, um site de rede social orientado à localização, lançou seu recurso "Marcas", permitindo a criação de páginas de marcas especializadas em janeiro de 2010 (com a Intel sendo o primeiro usuário), mas elas não se tornaram "autoatendimento" (controlável por indivíduos empregados pelos proprietários das marcas das páginas) até agosto de 2011. LinkedIn, um serviço de rede social voltado para empresas, lançou as "Páginas da empresa" em novembro de 2010.
Em 8 de dezembro, o Twitter anunciou que lançaria "páginas de marca" como parte de um grande redesenho da interface do usuário em 2012.

## Uso
Organizações e marcas usam regularmente as páginas para distribuir notícias e eventos futuros, especialmente postagens fora do site, para usuários assinantes. Os números de assinatura da página também podem ser usados como uma métrica de confiança ou interesse na marca associada.
Os interesses também podem ser indexados como páginas e geralmente são a base para a formação de movimentos sociais de massa (como Primavera Árabe e Ocupe Wall Street).

## Pesquisa
A pesquisa em páginas da marca analisou como as pistas antropomórficas das páginas da marca podem afetar o comportamento do engajamento com os consumidores.